# خرچنگ پنجه‌طلایی (فیلم)
خرچنگ پنجه‌طلایی (به فرانسوی: Le crabe aux pinces d'or) فیلم انیمیشنی بلژیکی است که به شیوهٔ استاپ موشن در سال ۱۹۴۷ و بر پایهٔ یکی از داستان‌های مصور تن‌تن به همین نام ساخته‌شد. این فیلم همچنین نخستین فیلم تن‌تن به‌شمار می‌رود.
خرچنگ پنجه‌طلایی به تهیه‌کنندگی ویلفرید بوشری و با منابعی محدود ساخته‌شد اما تا حد بسیاری به اثر اصلی وفادار ماند. نخستین نمایش عمومی فیلم در سینمای ای بی سی در بروکسل و برای معدودی از مهمانان ویژه در ۱۱ ژانویهٔ ۱۹۴۷ رقم خورد. اما پس از آن با اعلام ورشکستگی ویلفرید بوشری، فیلم نیز همراه با دیگر اموال او توقیف شد.
امروزه نسخه‌ای از فیلم در سینماتک رویال بلژیک آرشیو شده‌است.